# Марони, Роберто
Роберто Эрнесто Марони (итал. Roberto Ernesto Maroni; 15 марта 1955, Варезе, Ломбардия — 22 ноября 2022, Лоцца, Ломбардия[…]) — итальянский политик, министр всех четырёх правительств Берлускони. Губернатор Ломбардии (2013—2018).

## Биография

### Ранние годы
Роберто Марони учился в классическом лицее имени Кайроли в Варесе. В 1971 году вступил в коммунистическую «Пролетарскую демократию», но уже в 1979 году его привлекла программа паданского национализма.

### Партийная карьера
Получил высшее юридическое образование. В начале 1980-х годов начал политическую карьеру, вдохновившись идеями лидера тогдашней Ломбардской лиги Умберто Босси, с 1990 по 1993 год возглавлял провинциальную организацию Лиги Севера в Варесе, а затем вошёл в коммунальный совет родного города. В 1999 году стал координатором Национального политического совета Лиги Севера. В начале апреля 2012 года Босси отошёл от руководства своей партией после «скандала Бельсито» (его обвинили в незаконном присвоении денежной компенсации выборных расходов) и 1 июля 2012 года Марони возглавил Лигу Севера (он оставался федеральным секретарём партии до 15 декабря 2013 года).
В 1996 году прокуратура Вероны в рамках расследования дела так называемой «Паданской национальной гвардии» санкционировала обыск штаб-квартиры Лиги Севера на виа Беллерио в Милане, но несколько партийных функционеров оказали физическое сопротивление полиции, вследствие чего Марони сначала попал в больницу со сломанным носом, а позднее был приговорён к 8 месяцам заключения (после апелляции срок сократили вдвое). Кроме того, вместе с сорока другими активистами Марони попал под расследование по подозрению в заговоре против Конституции и территориальной целостности государства, а также в создании незаконного вооружённого формирования. После реформы уголовного права, проведённой правоцентристским парламентским большинством в 2005 году, первые два обвинения были сняты, но третье осталось в силе.

### Депутат
С 23 апреля 1992 по 14 марта 2013 года Роберто Марони, избираясь по спискам Лиги Севера, состоял в Палате депутатов шести созывов (с XI по XVI).

### Министр
В первом правительстве Берлускони, с 10 мая 1994 по 17 января 1995 года, Марони занимал кресло министра внутренних дел и заместителя премьер-министра; во втором правительстве Берлускони, с 11 июня 2001 по 23 апреля 2005 года, и в третьем, с 23 апреля 2005 по 17 мая 2006 года был министром труда и социальной политики. В четвёртом правительстве Берлускони с 8 мая 2008 по 16 ноября 2011 года он вновь был министром внутренних дел.

### Губернатор Ломбардии
24—25 февраля 2013 года возглавляемый Роберто Марони правоцентристский блок победил на местных выборах в Ломбардии, получив 42,81 % голосов (что принесло ему 48 мест в региональном совете) против 38,24 % голосов избирателей и 21 места в совете у коалиции левоцентристских сил во главе с Умберто Амбросоли.
Летом 2014 года стало известно, что прокуратура Бусто-Арсицио начала расследование против Марони и главы его секретариата Джакомо Чириелло (Giacomo Ciriello), подозреваемых в оказании незаконного давления на руководство Eupolis (статистическое подразделение региональной администрации) и Экспо-2015, которые якобы вынужденно заключили трудовые договоры соответственно с Марой Карлуччо (Mara Carluccio) и Марией Грацией Патурцо (Maria Grazia Paturzo).
В начале декабря 2014 года премьера оперы Бетховена «Фиделио» в Ла Скала была ознаменована социальными беспорядками и стычками протестующих с полицией в районе театра, президент Наполитано и премьер Ренци, не приехали на премьеру. Марони прокомментировал сложившуюся ситуацию следующим образом: «Мы всегда показываем себя миру с худшей стороны. Премьера в Ла Скала — уникальное действо, и нам удалось испортить даже её» («Diamo sempre il peggio di noi al mondo. La prima della Scala è uno spettacolo unico e riusciamo a rovinare anche questo»).
3 июня 2015 года прокуратура признала наличие ошибки в тексте перехваченного sms, на котором строилось обвинение против Марони в случае с Марией Патурцо.
22 октября 2017 года в Ломбардии состоялся консультативный референдум об автономном статусе, по итогам которого более 90 % избирателей ответили на поставленный вопрос утвердительно (при явке менее 50 %).
8 января 2018 года официально объявил об отказе от переизбрания в марте по личным мотивам (новым кандидатом Лиги Севера на пост губернатора объявлен мэр Варесе Аттилио Фонтана).

### Юридическое преследование
18 июня 2018 года четвёртая секция миланского суда приговорила Марони к одному году тюремного заключения по обвинению в устройстве на работу в компанию, контролируемую властями Ломбардии, своей старой сотрудницы. По обвинению в совершении поездки в Токио за счет Экспо оправдан.

## Личная жизнь
Марони слушал Брюса Спрингстина, играл на саксофоне, ранее играл на электрическом органе в джаз-рок-кантри группе в Варесе, состоял в рок-группе Палаты депутатов. Владел двухмачтовой парусной баркой «Rosie Probert too», коллекционировал фигурки слоников с поднятым хоботом, болел за футбольный клуб «Милан».

## Награды
- Кавалер ордена Пия IX (Святой Престол)[23]

## Труды
- Maroni R., Brambilla C. Il mio Nord. Il sogno dei nuovi barbari. — Sperling & Kupfer editori, 2012. — 168 p. — ISBN 9788873396574.